# 良塘镇
良塘镇，原为良塘乡，是中华人民共和国广西壮族自治区来宾市兴宾区下辖的一个乡镇级行政单位。2018年撤乡设镇。。区划代码改为451302116。

## 行政区划
良塘镇下辖以下地区：
良塘村、奇峰村、北合村、来国村、龙林村、新江村、王瓜村、大年村、大英村和里望村。